# Eamonn Deacy Park
Der Eamonn Deacy Park (irisch Páirc Éamonn Uí Dhéisigh) ist ein Fußballstadion in der irischen Stadt Galway. Die 1935 eröffnete Sportstätte bietet Platz für 5000 Zuschauer, davon 3300 Sitzplätze. Es dient dem Fußballclub Galway United als Heimspielstätte.

## Geschichte
Das erste im Stadion ausgetragene Spiel wurde am 3. Februar 1935 zwischen Athlone Town und den Galway Macks ausgetragen. Damals hieß das Stadion noch Terryland Park. Im Jahre 1950 verkaufte der Großvater von Eamonn Deacy das Gelände für 250 Irische Pfund an die Galway Football Association. 1977 wurde der Verein Galway Rovers in die erstklassige League of Ireland aufgenommen. Ihr erstes Ligaheimspiel wurde am 28. August 1977 gegen St Patrick’s Athletic ausgetragen. Das Stadion wurde erstmals im Jahre 1993 renoviert und erhielt dabei eine Flutlichtanlage. Der mittlerweile in Galway United umbenannte Verein wich zwischenzeitlich in die Stadien Sportsground und Crowley Park aus.
Im Jahre 2007 wurde mithilfe einen staatlichen Zuschuss in Höhe von 500.000 Euro eine neue Haupttribüne mit 1500 überdachten Sitzplätzen errichtet. Die neue Tribüne erhöhte die Anzahl der Sitzplätze auf 3300 und die Gesamtkapazität auf 5000 Plätze. Außerdem wurde die Flutlichtanlage umgebaut. Im Jahre 2012 wurde das Stadion Eamonn Deacy Park umbenannt. Kurz zuvor war der ehemalige irische Nationalspieler Eamonn Deacy verstorben, der für viele Jahre für Galway United spielte und 1982 mit Aston Villa den Europapokal der Landesmeister gewann.
Die irische U-21-Nationalmannschaft spielte fünfmal im Eamonn Deacy Park. In den 2000er und 2010er Jahren spielten die Vereine Mervue United und Salthill Devon ihre Heimspiele im Stadion aus.